# ふしぎいっぱい
『ふしぎいっぱい』は、2002年4月9日から2005年3月15日までNHK教育テレビジョンで放送されていた小学校3年生向けの学校放送（教科：理科）である。レギュラー放送開始前の2001年に、同じタイトルの単発番組が3回放送された。

## 概要
- 地球に溢れるありとあらゆる「ふしぎ」を探求するキャラクター達を描き、子供達に理科に対する動機付けと発表の場を作る狙いの番組[1][2]。
- キャラクターや乗り物は粘土で表現されており、クレイアニメの手法もとられていた[1]。
- 主要キャラクターの「マロン」と「トロン」の名前は、視聴者からの応募と当時の公式サイトでの投票によって2002年12月に決定した[3]。

## 放送時間
いずれも日本標準時。別の時間帯での再放送あり。
| 期間     | 放送時間             |
| -------- | -------------------- |
| 2002年度 | 火曜日 10:00 - 10:15 |
| 2003年度 | 月曜日 10:45 - 11:00 |
| 2004年度 | 火曜日 10:45 - 11:00 |

## キャラクター
マロン
声 - 神田理江
栗のような形をした赤色のキャラクター。元気でしっかり者。怒ったり驚いたりすると毬栗のように全身が逆立つ。
トロン
声 - ゆきじ
四角い形をした青色のキャラクター。のんびり屋で少々どんくさい。「ふしぎぃ～」が口癖。
彼らの他にも様々なキャラクターが登場した(名前は全て不明)。

## スタッフ
- オープニングテーマ - 「子供の不思議」(はじめにきよし)[4]
- オープニングアニメーション - 田村香織

## 放送リスト
| 回 | タイトル                    | 初回放送日     |
| -- | --------------------------- | -------------- |
| 1  | アリからみると？            | 2002年04月09日 |
| 2  | たねをまこう                | 2002年04月23日 |
| 3  | アオムシのへんしん(1)       | 2002年05月14日 |
| 4  | 虫のくらし                  | 2002年05月28日 |
| 5  | 草花のからだ                | 2002年06月11日 |
| 6  | アオムシのへんしん(2)       | 2002年06月25日 |
| 7  | 夏休み自由研究              | 2002年07月09日 |
| 8  | 虫の育ち方                  | 2002年08月27日 |
| 9  | 虫のからだ                  | 2002年09月17日 |
| 10 | 花のさいたあと              | 2002年10月01日 |
| 11 | ひなたとひかげ              | 2002年10月15日 |
| 12 | 光を当ててみよう            | 2002年10月29日 |
| 13 | あかりをつけよう            | 2002年11月12日 |
| 14 | 冬の生き物                  | 2002年11月26日 |
| 15 | みんなのふしぎ大集合        | 2002年12月10日 |
| 16 | じしゃくにつけよう          | 2003年01月07日 |
| 17 | じしゃくのふしぎ            | 2003年01月28日 |
| 18 | 目指せ！科学者              | 2003年02月13日 |
| 19 | つくってあそぼう            | 2003年02月25日 |
| 20 | ふしぎいっぱいもうすぐ4年生 | 2003年03月11日 |